# Bibliothek der Abtei Münsterschwarzach
Die Bibliothek der Abtei Münsterschwarzach ist eine Gedächtnisinstitution des Benediktinerklosters Münsterschwarzach in der Diözese Würzburg und nach der Universitätsbibliothek Würzburg die zweitgrößte Bibliothek Unterfrankens. Die Buchbestände gehen zu großen Teilen auf das 20. Jahrhundert zurück, weil das Kloster zwischen 1802 und 1913 aufgelöst war. Die Abtei Münsterschwarzach begann bereits im Frühmittelalter eine Büchersammlung anzulegen, die im Barock zu einer der bedeutendsten theologischen Bibliotheken Deutschlands aufstieg.

## Lage und Gebäude
Die Bibliothek der Abtei Münsterschwarzach ist auf dem Gelände des Klosters Münsterschwarzach untergebracht, das heute einen großen Teil des Gemeindeteils Schwarzach am Main-Münsterschwarzach im unterfränkischen Landkreis Kitzingen einnimmt. Die Sammlung ist in mehreren Baulichkeiten untergebracht, die sich im Süden der großen Klosterkirche befinden. Die Verwaltung der Bibliothek befindet sich heute im sogenannten Infirmeriebau aus dem 20. Jahrhundert, hier sind auch die Lesesäle zu finden. Das Magazin findet sich im historischen Mühlengebäude von Balthasar Neumann, in das eine Stahlkonstruktion eingezogen wurde. Die Räumlichkeiten wurden mit Stahlregalen bestückt. Die Musikbibliothek der Abtei ist im Westteil dieses Gebäudes untergebracht.

## Bestand
Die Bibliothek der Abtei Münsterschwarzach erlebte seit ihrer Neugründung im Jahr 1913 vor allem durch Stiftungen und Nachlässe einen großen Bestandszuwachs. Trotz ungenannter Einbußen während des Zweiten Weltkrieges blieb der Bestand von etwa 60.000 Bänden aus dem Jahr 1940 erhalten. Den größten Zuwachs erfuhr die Bibliothek im Jahr 2010, als die Bibliothek des Studienkollegs St. Benedikt in Würzburg aufgelöst und die Bestände nach Münsterschwarzach mit etwa 31.600 Bänden überführt wurden.
Der Abtei gelang es in dieser Zeit bereits einige der Bücher aus der bis 1803 bestehenden Vorgängerinstitution zurückzuerwerben. Aus dem Altbestand sind allerdings bis heute lediglich 41 Bücher aus der Vormoderne nach Münsterschwarzach zurückgekehrt. Die anderen Bestände aus der Zeit vor 1800 belaufen sich auf ca. 10.000 Titel. Besondere Bedeutung haben die 14 Inkunabeln und vier Handschriften. Die Bedeutung der Musikwerke im Bestand mit 33.000 Einheiten ist ebenfalls hoch.
Im Jahr 2016 umfasste die Sammlung zu Jahresbeginn etwa 296.000 Bücher und stieg bis ins Jahr 2021 auf ungefähr 315.000 Werke an. Die elektronische Erfassung der Bestände begann erst im Jahr 2006. Die Papierkataloge wurde im Jahr 2008 geschlossen. Im Jahr 2016 waren bereits 70.000 Bücher digital erfasst. Die Bibliothek der Abtei nimmt heute am deutschen Leihverkehr teil und ist Mitglied der Arbeitsgemeinschaft Katholisch-Theologischer Bibliotheken. Als wissenschaftliche Spezialbibliothek umfassen die Sammlungen folgende Schwerpunkte:
- Theologie (Dogmatik, Pastoral, Liturgie, Patrologie, Kirchengeschichte)
- Ordensliteratur (Benediktiner)
- Aszetik (klösterliche Lebensform)
- Missionsliteratur
- Fränkische Landeskunde
- Sonstiges (unter anderem Belletristik für die Konventsmitglieder)

## Geschichte

### Die Bibliothek des Mediatklosters (bis 1802)
Die Geschichte der Abtei Münsterschwarzach, die bereits im Frühmittelalter beginnt, ist eng verbunden mit dem Erwerb von Büchern. Bereits die Vorgängerinstitution, das sogenannte Kloster Megingaudshausen, wurde in seiner Gründungsurkunde aus dem Jahr 816 von seinen Stiftern mit „omnes nostros codices“ (lat. allen unseren Codices) bedacht. Der Bestand der Bibliothek erfuhr durch den Münsterschwarzacher Abt Egbert im 11. Jahrhundert eine Vergrößerung. Egbert brachte die Ideen der Gorzer Reform an den Main mit und benötigte Handschriften, um sein Wissen im Konvent zu verankern.
Im 12. Jahrhundert umfasste die Klosterbibliothek insgesamt 183 Bücher. Die Abtei unterhielt in der Zeit des Hochmittelalters wohl auch ein eigenes Skriptorium, dessen Werke sich bis heute in mehreren Bibliotheken erhalten haben. So gelangten Bücher aus Münsterschwarzach über die Verbindungen von Abt Egbert ins heutige Österreich und die Stifte Admont, Lambach und Göttweig. Daneben finden sich Zeugnisse auch im ehemaligen Kloster Amorbach, in Erlangen, Kapstadt und der Bodleian Library in Oxford.
Die Bibliothek erlebte im Verlauf des Mittelalters immer wieder Zerstörungen, die von außen in den Konvent getragen wurden. Neben Fehden und Bränden in den Jahren 1228, 1283 und 1459 führte vor allem der sogenannte Markgräflerkrieg der Jahre 1552/1554 zu Bestandsverlusten. Am einschneidendsten waren die Zerstörungen durch den Bauernkrieg im Jahr 1525. Bücher verlor die Abtei aber auch im Jahr des Schwedeneinfalls 1632 und im Zuge der Säkularisation des Jahres 1803.
Es gelang allerdings immer wieder auch die Bibliotheksbestände nicht unwesentlich zu erweitern. Besonders viele Ankäufe sind unter Abt Johannes IV. Burckhardt zu verzeichnen, der die katholische Reform in den Münsterschwarzacher Konvent trug. Erst im 17. und 18. Jahrhundert wurde der Buchbestand in größerem Maßstab erweitert. Nach dem Dreißigjährigen Krieg umfasste die Bibliothek insgesamt über 900 Bücher, von denen etwa die Hälfte das mächtige Folio-Format aufwies. 1785 sind bereits 1350 Bücher in Münsterschwarzach nachgewiesen. Daneben hatten die Mönche Bücher auf ihren Zellen, die den Bestand noch erweiterten.
Die Bücher wurden ausweislich eines Inventars vom 3. Februar 1627 in elf Klassen eingeteilt, die wohl als Systematikgruppen zu interpretieren sind. Als im Jahr 1786 der Aufklärer Friedrich Karl Gottlob Hirsching in Münsterschwarzach weilte, berichtete er von der Bibliothek: sie überträfe „...in Ansehung der äußerlichen und vorzüglich der alten Drucke die Bibliothek zu Ebrach; an neueren Werken herrscht aber hier fast in allen Fächern ein Mangel“. Hirsching fand die Bibliothek in insgesamt 19 Klassen eingeteilt vor und betonte die Raumwirkung der Büchersammlung, die sich über zwei Geschosse in einem eigens dafür errichteten Gebäude erstreckte.

### Die Bibliothek der Missionsbenediktiner (bis heute)
| Name                  | Jahre     |
| Pirmin Hugger OSB     | 1970–2013 |
| Rhabanus Erbacher OSB | 2013–2021 |
| Ansgar Stüfe OSB      | seit 2021 |

Mit dem Ende des Klosters im Zuge der Säkularisation konnten die Bücher nicht mehr länger vor Ort gelagert werden. Die Beamten des Kurfürstentums Bayern ließen die Bücher am 30. August 1804 zu großen Teilen nach Würzburg verbringen. Es existieren keine Verzeichnisse mehr, die den Umfang der Sammlung zum Zeitpunkt der Auflösung beinhalten. Ebenso ist der Verbleib unklar, weil keine Verkaufslisten nachweisbar sind. Die Bestände aus der ehemaligen Abtei wurden im Jahr 1945 beim Luftangriff auf Würzburg fast vollständig zerstört.
Nach diesem tiefen Einschnitt dauerte es bis in die 1910er Jahre, bis das Gelände der Abtei von Missionsbenediktinern wiederbesiedelt wurde. Die Mönche erhielten in der Anfangszeit viele Bücherzuwendungen durch Stiftungen und Nachlässe, die Überführung der Bücher aus dem Stammhaus St. Ludwig bei Wipfeld führte ebenfalls zu einer starken Bestandsvermehrung. Bereits im Jahr 1927 wurden die Bestände systematisch in Sachgruppen eingeteilt. Im Jahr 1940 umfasste die Bibliothek des neuen Münsterschwarzacher Klosters bereits über 60.000 Bände. Erstmals erstellte man nun auch einen Bibliothekskatalog.
Im Jahr 1941 wurde das Kloster durch die nationalsozialistischen Behörden im sogenannten Klostersturm aufgelöst. In den Räumlichkeiten wurde ein Lazarett untergebracht. Der Abtransport der Bücher konnte jedoch verhindert werden. In der Folge schrumpfte der Bücherbestand in der Bibliothek wieder, weil die Büchersammlung mit dem wachsenden Krankenlager kollidierte. Nach Kriegsende zogen wieder die Mönche in die Räumlichkeiten ein. Der Wiederaufbau der Bibliothek wurde maßgeblich durch den Historiker P. Rainer Kengel OSB vorangetrieben.
In den folgenden Jahren und Jahrzehnten wuchs die Bibliothek stark an. Die Folge waren mehrere Umzüge, weil die Räume die wachsenden Bestände aufnehmen mussten. 1972 wurde die Bibliothek im zweiten Obergeschoss des Infirmeriebaus untergebracht. Das Magazin wurde im sogenannten Balthasar-Neumann-Bau, der ehemaligen Klostermühle, untergebracht. Seit 1976 nahm die Bibliothek alle Räume im Balthasar-Neumann-Bau ein. Zwischen 1993 und 1996 musste der Neumann-Bau renoviert werden. Im Jahr 2015 wuchsen die Bestände der Bibliothek um die Bibliothek des Studienkollegs St. Benedikt in Würzburg.